# Cem Adrian
Cem Filiz, mer känd under sitt artistnamn Cem Adrian, född 30 november 1980 i Edirne i Turkiet, är en turkisk musiker, sångare, låtskrivare och skivproducent av bosniskt ursprung.

## Biografi
Cem Adrians far var köpman, medan hans mor var hemmafru. Han föddes i en familj från Bosnien i Edirne, som andra barn till sina föräldrar. Hans riktiga namn är Cem Filiz. Han valde sitt artistnamn efter Adrianopel, det ursprungliga namnet på Edirne under antiken. Han träffade senare Fazıl Say genom Demet Sağıroğlu, och med Says inbjudan skrev han sig in på Bilkent Universitys institution för scenkonst.

## Karriär

### Karriärens början
2003 arbetade han som solist och dansare för gruppen Mystica. I februari 2005 släppte han sitt första album Ben Bu Şarkıyı Sana Yazdım med låtar som han hade spelat in själv mellan 1997 och 2003 i Edirne. I januari 2006 började han arbeta på sitt andra egenproducerade album. Aşk Bu Gece Şehri Terk Etti, som innehöll 13 låtar skrivna av honom själv, släpptes i december 2006.
2008 släppte han två album, Seçkiler (Essentials) och Emir, och producerade musiken till Abdullah Oğuz film Sıcak, där han också spelade rollen som en ung imam.

### Senare år
Den 30 december 2015 släpptes hans första singelalbum İlk ve Son Kez, som innehöll två låtar, på internet. En av låtarna var "İlk ve Son Kez", som tidigare publicerats, medan den andra var en ny version av "Sessizce", som ursprungligen ingick i albumet Aşk Bu Gece Şehri Terk Etti.
Den 21 januari 2016 släpptes hans album Seçkiler 2 av Dokuz Sekiz Müzik. I september 2016 tillkännagav han att utgivningsdatumet för hans album Tuz Buz skulle vara september 2017, men det släpptes så småningom i november 2017.
För att samla in pengar till en barnoperation gav Adrian 2017 tillsammans med Manus Baba, Ceylan Ertem, Mabel Matiz och Derya Köroğlu en konsert med titeln "Bir Çocuk İçin Şarkılar (Sånger för ett barn)".

## Personlighet
Adrian är en av de artister som offentligt har talat om censur i Turkiet, yttrandefrihet och mänskliga rättigheter. Som svar på frågor om hans sexualitet sa han: "Är det möjligt för en man som sjunger med hög röst att inte möta sådana kommentarer?" Hans album Kayıp Çocuk Masalları, som släpptes 2010, innehöll ett omslag som hade ett HBT-tema  om vilket han sa:
Spelar det någon roll om jag är gay eller inte? Jag tror att folk måste lära sig att inte ställa sådana frågor! Jag tror att det som händer i mitt privatliv inte är relaterat till någon. Jag är musiker, det är allt.–Cem Adrian, november 2010
Efter att ha fått kritik för att ha stöttat HBT-gemenskapen 2010, sa han: "Faktiskt har jag ett problem med dem som har problem med människors sexuella identitet."  2012 spelade han in en musikvideo till låten "Yalnızlık" från sitt album Siyah Bir Veda Öpücügü, där en transkvinna visades. Det fanns också en scen med en ung kille som onanerade, vilket var tänkt att antyda ensamhet, titeln på låten.

## Diskografi i urval

### Studioalbum
- Ben Bu Şarkıyı Sana Yazdım (Jag skrev den här låten för dig) (2005)
- Aşk Bu Gece Şehri Terk Etti (Kärlek lämnade staden ikväll) (2006)
- Seçkiler (Grundläggande saker) (2008)
- Emir (2008)
- Kayıp Çocuk Masalları (Berättelser om förlorade barn) (2010)
- Siyah Bir Veda Öpücügü (En svart farvälkyss) (2012)
- Şeker Prens ve Tuz Kral (The Sugar Prince and The Saline King) (2013)
- Cam Havli (2014, med Umay Umay)
- Sana Bunları Hiç Bilmediğin Bir Yerden Yazıyorum (Jag skriver dessa från någonstans du inte vet) (2014)
- Seçkiler 2 (Essentials) (2016)
- Tuz Buz (Salt, is) (2017)
- Solmayan Şarkılar (Unfading sånger) (2020)
- Gökyüzümün Yıldızları (Min himmels stjärnor) (2022)

### Livealbum
- Cem Adrian Canlı (2021)

### EP
2015: Yalnızlık Senden Daha Çok Seviyor Beni (Ensamhet älskar mig mer än dig) (2015)